# Erigonoplus nobilis
Erigonoplus nobilis är en spindelart som beskrevs av Thaler 1991. Erigonoplus nobilis ingår i släktet Erigonoplus och familjen täckvävarspindlar.
Artens utbredningsområde är Italien. Inga underarter finns listade i Catalogue of Life.